# かまえインターパーク
かまえインターパークは、大分県佐伯市蒲江大字森崎浦にある直売所・レストランを備えた休憩施設である。東九州自動車道蒲江ICから南へ800メートル (m) 進んだ海沿いにある。

## 概要
国道388号沿い（旧・森崎グラウンド跡地）にあり、眼前にはリアス式海岸の猪串湾（日向灘）が広がる。
施設の運営は「海べ株式会社」により行われており、物販所「海べ（あまべ）」、レストラン「笑魚（わらいよ）」、24時間利用可能なトイレと駐車場、観光案内所等が備わっている。蒲江・名護屋地区への観光客呼び込みや漁業の振興に加え、東九州道のSA/PA代替施設の整備（後述）を目的として建設された。
大分県の南の玄関口というコンセプトのもとに愛称を募集した結果、施設名は「かまえインターパーク 海べの市」（かまえインターパーク あまべのいち）に決定した。
2015年（平成27年）3月18日・19日のミニオープンを経て、同年3月20日にグランドオープンした。

## SA/PA代替機能
蒲江ICの前後が新直轄方式による無料区間であることを踏まえて、施設にSA/PAとしての機能を持たせるために、蒲江ICから約800 mという比較的近い位置に建設された。
インターパーク建設に至った背景として、東九州道の大分松岡PA - 川南PA（約150 km）間では2019年9月に佐伯弥生PAが完成するまでSA/PAが1つも無い状況が続いていたことから、沿線住民等によりSA/PA代替機能を持つ施設の整備を望む声が挙がっていた。なお、佐伯弥生PAは上り線のみの開業のため、下り線については引き続き150kmの空白地帯が残ることになる。
また、近くのガソリンスタンド（インターパークより約200 m）に日曜日も営業するよう協力を求め、施設を利用する車を案内している。（東九州道では、今川PA・別府湾SA・川南PA・九州道重複区間の桜島SA上り線のみ本線休憩施設でガソリンスタンドを営業している。）
東九州道におけるSA/PA代替施設の整備を行った例としては他に、道の駅北川はゆま（宮崎県延岡市）や道の駅野方あらさの（鹿児島県曽於郡大崎町）等がある。

## 施設
- 物販所「海べ（あまべ）」 : 9:00 - 18:00
- レストラン「笑魚（わらいよ）」 : 平日11:00 - 15:30（オーダーストップ 15:00）、土日祝11:00 - 16:00（オーダーストップ 15:30）
- 観光案内所
- トイレ : 24時間利用可
- 駐車場 : （小型）121台、（大型）8台、（身障者用）4台

### 休館日
- 元旦のみ

## 周辺施設
- 大分バス「野野河内入口」バス停
- ローソン蒲江インター店
- ENEOS森崎SS
- 森崎簡易郵便局
- 佐伯市立名護屋小学校 森崎分校（閉校）
- 道の駅かまえ
- 大分県マリンカルチャーセンター

## 周辺道路
- E10 東九州自動車道 : (19) 蒲江インターチェンジ
- 国道388号
- 大分県道37号佐伯蒲江線
- 大分県道122号古江丸市尾線